# Де Лусия, Пако
Па́ко де Луси́я (исп. Paco de Lucía, настоящее имя — Франси́ско Густа́во Са́нчес Го́мес (исп. Francisco Gustavo Sánchez Gómez); 21 декабря 1947, Альхесирас, провинция Кадис, Испания — 25 февраля 2014, Плая-дель-Кармен, Мексика) — испанский гитарист-виртуоз, один из самых известных в мире гитаристов фламенко.
Пако де Лусия играл как классическое, так и современное фламенко, и считался одним из пионеров стиля «новое фламенко». С начала 1980-х годов был участником трио гитаристов, в которое также вошли Джон Маклафлин и Эл Ди Меола. Критики говорили об удивительной манере игры де Лусии: он соединял современную музыку с фламенко и бразильскими ритмами. Оказал влияние на творчество многих других исполнителей в стиле фламенко и нуэво фламенко (Томатито, Висенте Амиго, El Niño de Pura и др.).
Сценическое имя «Пако де Лусия» артист выбрал в честь своей матери Лусии Гомес (исп. Lucía Gómez).

## Биография

### Ранняя жизнь
Пако де Лусия родился 21 декабря 1947 в Альхесирасе в провинции Кадис. Его настоящее имя Франсиско Санчес Гомес. Был младшим из пяти детей в семье гитариста фламенко Антонио Санчеса Песино и португалки Лусии Гомеш. Среди его братьев также гитарист фламенко Рамон де Альхесирас и певец фламенко Пепе де Лусия. В юности он играл на улицах Альхесираса, в это же время взял сценический псевдоним Пако де Лусия, в честь своей матери.
Его отец Антонио начал обучать Пако игре на гитаре с раннего возраста и с пяти лет заставлял его заниматься каждый день по 12 часов, чтобы быть уверенным, что тот добьётся успеха как профессиональный музыкант. Одно время он даже не ходил в школу, поскольку отец хотел, чтобы он посвящал время совершенствованию игры на гитаре. В интервью 2012 года де Лусия сказал, что научился играть на гитаре как ребёнок учится говорить. Гитарист и биограф Донн Порен и продюсер Хосе Торрегроса сравнивали взаимоотношение Пако и его отца с взаимоотношению Амадея Моцарта и Леопольда Моцарта, поскольку оба отца сделали из своих сыновей музыкантов мирового класса, и оба продолжали оказывать на них влияние даже после того, как они добились успеха. Пако говорил: «Если бы я не родился в доме своего отца, то был бы никем. Я не верю в спонтанную гениальность». Его брат Рамон боготворил Ниньо Рикардо и научил Пако его сложным фальцетам, которые давались тому легко, и он стал изменять и украшать их как ему нравилось. Поначалу это злило Рамона, поскольку он считал работы Рикардо священными, и что его брат просто хочет покрасоваться. Позднее, однако, Рамон начал испытывать большое уважение к Пако, поскольку начал понимать глубину его таланта. Рикардо оказал на Пако большое влияние; по словам Пако, все мальчишки пытались научиться у него и подражали ему. В 1958 году, когда Пако было 11 лет, состоялось его первое публичное выступление на Радио Альхесирас. В этом же году он впервые встретился с Сабикасом в Малаге. Годом позже он завоевал специальный приз на конкурсе артистов фламенко.

### 1960-е

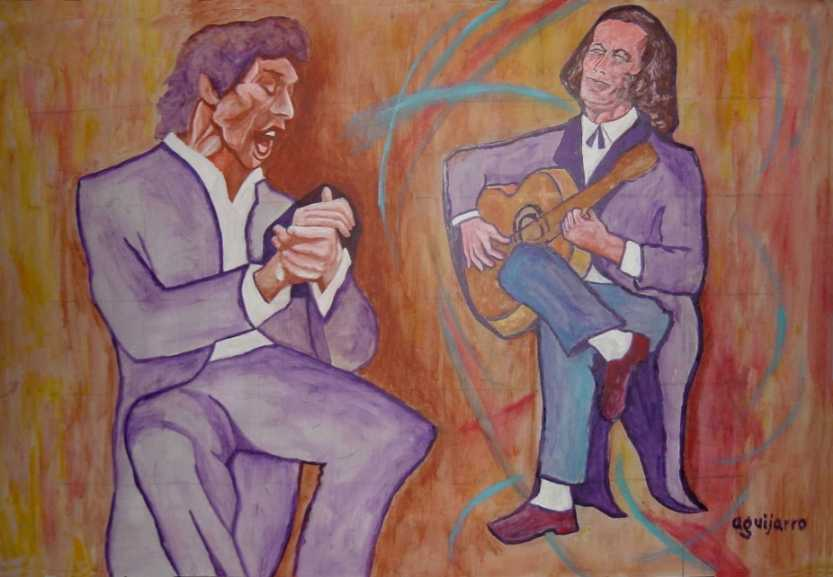
Камарон де ла Исла и Пако де Лусия

В возрасте 14 лет Пако сделал первую запись со своим братом Пепе, Los Chiquitos de Algeciras. В начале 1960-х годов де Лусия гастролировал с фламенко труппой танцора Хосе Греко. В Нью-Йорке в 1963 году он во второй раз встретился с Сабикасом и в первый раз с Марио Эскудеро, оба впоследствии стали учителями де Лусии и его близкими друзьями. Они посоветовали ему начать работу над собственным материалом, чем он и начал заниматься. В 1964 году он встретил гитариста Рикардо Модрего, с которым записал три альбома: Dos guitarras flamencas (1964), 12 canciones de García Lorca para guitarra и 12 éxitos para 2 guitarras flamencas (1965). Его первые альбомы были исполнены в традиционном жанре фламенко, он также записывал такие классические композиции как Malagueña Salerosa. В 1966 он снова гастролировал с Хосе Греко и записал Ímpetu, булерию, написанную Марио Эскудеро, для своего дебютного соло альбома La fabulosa guitarra de Paco de Lucía. В 1967 году он посетил Фестиваль джаза в Берлине. По словам Герхарда Клингенштейна джазовые музыканты (Телониус Монк, Майлс Дейвис) сильно повлияли на де Лусию, и это влияние сохранилось с ним на всю жизнь.
В конце 1960-х де Лусия гастролировал по Европе с группой под названием Festival Flamenco Gitano и встретил других талантливых музыкантов фламенко, включая певца Камарона де ла Исла, с которым он часто сотрудничал с 1968 по 1977 год. Вместе они записали десять альбомов и добились значительного успеха. Ричард Нидель говорил, что это сотрудничество оказалось ключевым в истории фламенко в последней четверти двадцатого века. В это время организаторы концертов начали делать де Лусии выгодные предложения, от которых он отказывался, поскольку предпочитал выступать в компании с другими музыкантами, включая его брата Рамона и де ла Ислу. Вместе с Рамоном он записал несколько альбомов, включая Canciones andaluzas para 2 guitarras (1967), Dos guitarras flamencas en América Latina (1967), Fantasía flamenca de Paco de Lucía (1969) и 12 Hits para 2 guitarras flamencas y orquesta de cuerda (1969). Они также повстречали Эстебана Санлукара в Буэнос Айресе и Хуана Серрано в Детройте, а в течение 1970 проводили значительное время в Нью-Йорке, где сблизились с Сабикасом и Марио Эскудеро.

### 1970-e
Де Лусия сыграл камео роль мексиканского гитариста в вестерне 1971 года Ханни Колдер. В этом же году он выпустил альбом El mundo del flamenco, включавшую версию булерии Ímpetu Марио Эскудеро. Guitar International отметил его агрессивный подход к игре Ímpetu. В этот период Эскудеро оказывал важное влияние на де Лусию, вдохновляя его исследовать новые возможности фламенко. Тогда же он начал работать с продюсером Хосе Торрегросой.

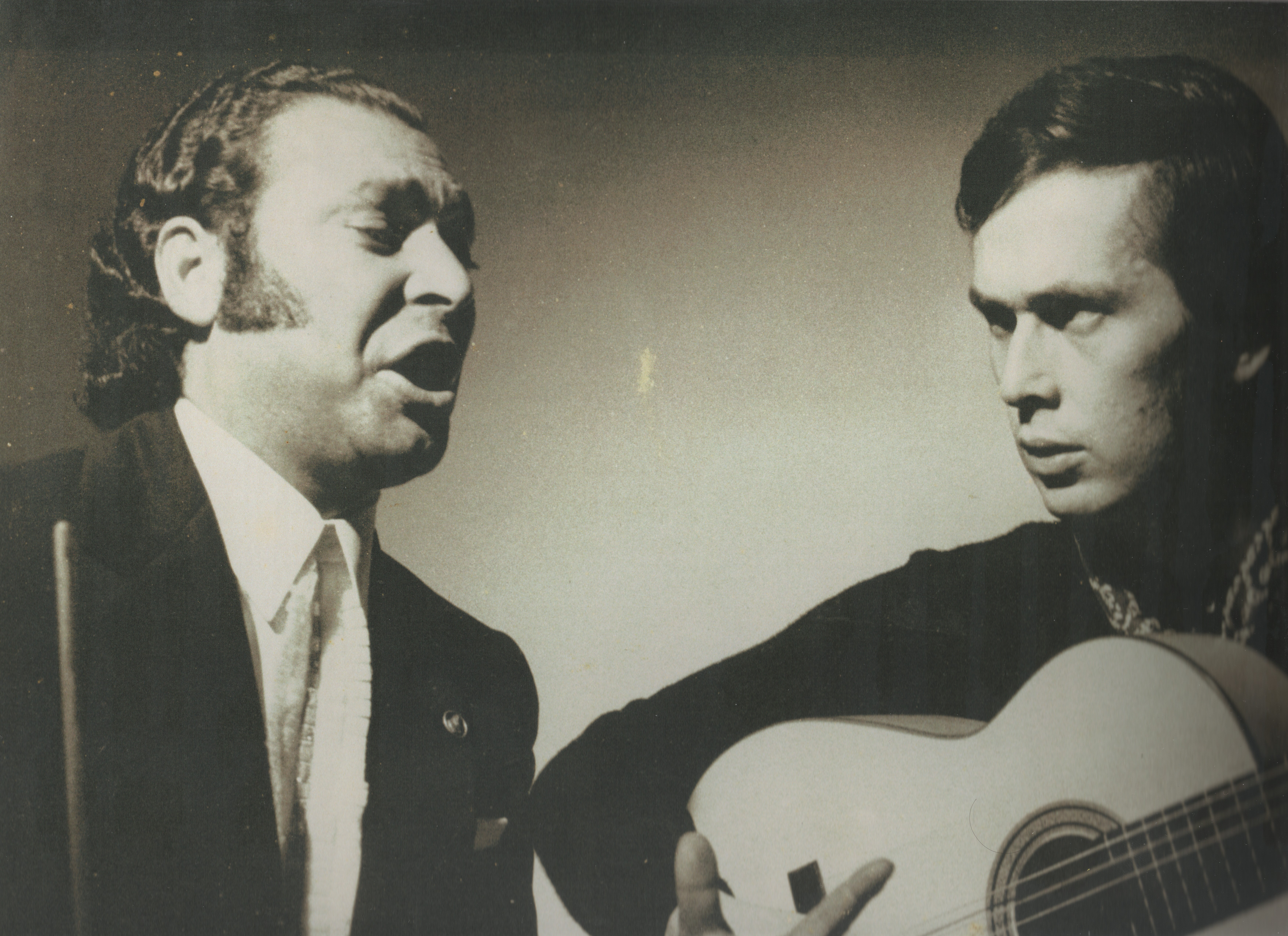

Его альбом 1972 года El duende flamenco de Paco de Lucía в обществе фламенко приняли как революционный. В течение 1970-х годов де Лусия продолжал выпускать инновационные альбомы, играя в нетипичном для фламенко стиле с влиянием джаза. Его следующий альбом Fuente y caudal включал композиции Solera, Cepa Andaluza, а также Entre dos aguas, ставшей, возможно, самой известной его композицией. Entre dos aguas являлась румбой, с использованием бонго и электрического баса. Название (между двух вод) отсылает к его родине Альхесирасу, где встречаются Средиземное море и Атлантика. Альбом также включал другие композиции, названные в честь мест Андалусии, эту традицию де Лусия продолжал и в последующих альбомах. Fuente y caudal стала самой продаваемой испанской записью в течение нескольких месяцев, после чего де Лусия и Торрегроса поняли, что использование дополнительных инструментов и менее традиционного подхода к фламенко оказалось более популярным среди публики. Раннее влияние традиционных музыкантов стало менее значимым, в то время как де Лусия включал элементы джаза и других стилей, создавая свой собственный уникальный стиль.
18 февраля 1975 года де Лусия стал первым исполнителем фламенко, выступившим в мадридском Королевском театре. Вместе со своим братом Рамоном они отыграли программу перед достаточно молодой аудиторией. Запись позднее была выпущена под названием En vivo desde el Teatro Real. Его альбом 1976 года Almoraima получил широкий успех и включал композиции Almoraima и Río Ancho. Альбом имел значительное влияние арабской музыки и джаза, в особенности в титульной композиции.
В 1977 году он выпустил последний альбом с Камароном де ла Ислой Castillo de Arena, тексты к композициям были написаны Антонио Санчесом, за исключением булерии Samara, написанной вместе с де ла Ислой. В следующие 15 лет де Лусия не выпускал релизы с вокалом. По его мнению человеческий голос имеет естественные ограничения и он предпочитал исследовать возможности инструментальных композиций. Помимо этого, интенсивный график ограничивал его возможности делать записи с певцами.
В 1979 году де Лусия вместе с Джоном Маклафлином и Ларри Корьеллом сформировали гитарное трио и вместе гастролировали по Европе, позднее выпустив видеозапись, сделанную в Лондонском Альберт-холле Meeting of the Spirits.

### 1980-e

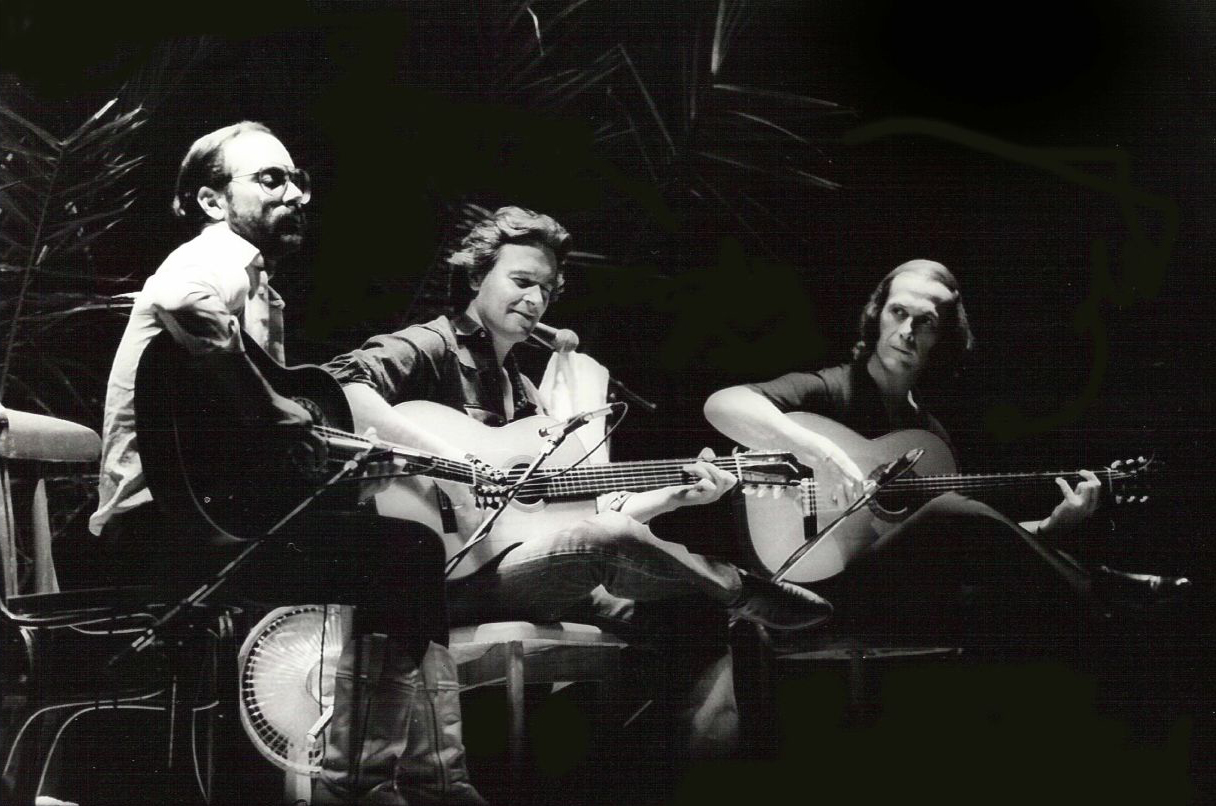
Слева направо: Эл ди Меола, Джон Маклафлин и Пако де Лусия во время выступления в Барселоне в 1980-х

Гитарное трио продолжало гастролировать в 1980 году. Пако признавался: «Некоторые предполагали, что они учились у меня, но я могу сказать, что это мне приходилось учиться. И никогда не изучал музыку и не способен изучать гармонию, поскольку не обладаю должной дисциплиной. Игра с Маклафлином и Корьеллом позволяла делать это». В 1981 году Корьелла заменил Ди Меола и гитарное трио выпустило самую успешную запись Friday Night in San Francisco, продавшей более миллиона экземпляров и породившей значительный интерес к фламенко в Америке и Европе. В альбоме присутствовала расширенная версия комбинации Mediterranean Sundance и Río Ancho, ставшей наиболее узнаваемой композицией трио. В 1981 году де Лусия также сформировал Секстет Пако де Лусии, включавший его братьев Рамона и Пепе, и выпустил первый из трёх альбомов.
В 1982 году Пако сыграл несколько концертов с джазовым пианистом Чиком Кориа. Кориа оказывал значительное влияние на него в течение 1980-х, вместе с Маклафлином они адаптировали его композицию Spain, которую несколько раз исполняли в середине и конце 80-х. Также в 1982 году вышел сборник композиций La Guitarra de Oro de Paco de Lucía, включавший его ранние записи с Рикардом Модрего и две сигурии — форма фламенко, которая не присутствовала в его записях с 1972 года. В 1983 году сыграл роль в фильмe Кармен и был номинирован на премию BAFTA за лучшую музыку. В течение 1980-х он написал музыку ещё к нескольким фильмам, включая Стукач, к которому он написал саундтрек с Эриком Клэптоном при участии Роджера Уотерса, и Монтойя и Тарано, за которую он получил премию Гойя.
К середине 1980-х секстет и трио перестали выступать вместе, хотя де Лусия вместе с Маклафлином продолжили гастролировать по Европе как дуэт. В интервью 1986 года ди Меола сказал, что причиной распада стало то, что основой их выступлений была виртуозность исполнения, а к этому времени у них закончились приёмы, которыми можно было бы удивить публику. Кроме того ему хотелось исследовать более спокойную сторону музыки, что также ощущал и Пако.
В 1986 году де Лусия впервые выступил в Советском Союзе, а также вернулся к корням и записал альбом Siroco, который некоторые называют лучшим когда-либо записанным альбомом в стиле фламенко.
После этого Пако ещё три раза приезжал в Россию (последний раз в 2013), выступал в Москве, Санкт-Петербурге и Калуге.

### 1990-e
Несмотря на то, что секстет распался в 1986 году, в 1990 они вновь собрались, чтобы записать альбом Zyryab вместе с джазовым пианистом Чиком Кориа и гитаристом фламенко Маноло Санлукаром в стиле арабского фламенко и джаза. Альбом был назван в честь Зирьяба, поэта и музыканта 8-9 века, которому приписывают ввоз в Испанию персидской лютни, позднее эволюционировавшей в испанскую гитару. Одна из композиций была посвящена Сабикасу.
В 1991 году он исполнил Аранхуэсский концерт Хоакина Родриго. Как и многие другие музыканты фламенко, де Лусия играл по памяти и не привык читать музыку с нот, поэтому ему пришлось выучивать партии к концерту.
В 1995 году принял участие в записи песни «Have You Ever Really Loved a Woman?», исполненной Брайаном Адамсом в качестве саундтрека к фильму «Дон Жуан де Марко». В 1998 году переехал в Мексику, в начале 2000-х годов женился на местной женщине, вернулся в Испанию в 2003 году.

### Последние годы
В 2004 году он был награждён Премией принца Астурийского за вклад в искусство.
Последнее время Пако де Лусия жил в Мексике. Скончался 25 февраля 2014 года на пляже в мексиканском Плая-дель-Кармен. Причиной смерти музыканта стал сердечный приступ.

## Дискография
- Dos guitarras flamencas en stereo (1964) с Ricardo Modrego
- 12 canciones de García Lorca para guitarra (1965) с Ricardo Modrego
- 12 éxitos para 2 guitarras flamencas (1965) с Ricardo Modrego
- La fabulosa guitarra de Paco de Lucía (1967)
- Canciones andaluzas para 2 guitarras (1967) с Ramón de Algeciras
- Dos guitarras flamencas en América Latina (1967) с Ramón de Algeciras
- Fantasía flamenca de Paco de Lucía (1969)
- Paco de Lucía y Ramón de Algeciras en Hispanoamérica (1969) с Ramón de Algeciras
- 12 Hits para 2 guitarras flamencas y orquesta de cuerda (1969) с Ramón de Algeciras
- El mundo del flamenco (1971)
- Recital de guitarra de Paco de Lucía (1971)
- El duende flamenco de Paco de Lucía (1972)
- Fuente y caudal (1973)
- Almoraima (1976)
- Interpreta a Manuel de Falla (1978)
- Castro Marín (1981) вместе с Ларри Корьеллом и Джоном Маклафлином
- Sólo quiero caminar (1981) The Paco de Lucía Sextet
- Passion, Grace and Fire (1983) вместе с Элом Ди Меолой и Джоном Маклафлином
- Siroco (1987)
- Zyryab (1990)
- Concierto de Aranjuez (1991)
- The Guitar Trio (1996) вместе с Al Di Meola и Джоном Маклафлином
- Luzia (1998)
- Cositas buenas (2004)
- Cancion Andaluza (2014)